# CR.42 Falco
|  | „... Kétségtelenül ez volt minden idők legfantasztikusabb kétfedelű vadászrepülője” |
|  | – Avions militaires 1919-1939 - Profils et Histoire                                 |

A CR.42 Falco („Sólyom”) olasz fejlesztésű együléses, kétfedelű vadászrepülőgép volt, melyet a Fiat Aviazione gyártott a CR.32 leváltására, elsősorban az Olasz Légierő (Regia Aeronautica) részére, melyet a második világháborút megelőzően hadrendbe állítottak. A típust a Fiat Aviazione turini gyárában gyártották, melyet több ország is rendszeresített: kis darabszámban Belgium, Svédország és Magyarország légiereje. Több mint 1800 darab épült, mellyel a legnagyobb példányszámban gyártott, a világháborúban bevetett olasz repülőgéppé vált. Az utolsó Fiat-kétfedelű volt, amely frontszolgálatba is lépett. A RAF hírszerző szolgálata (RAF Intelligence) dicsérte manőverező képességét és sérülésállóságát: „the plane was immensely strong”.

## Története
Maga a típus egy evolúciós tervezési folyamat végállomásának tekinthető, amelynek alapjait a Fiat CR.30-as sorozattal fektették le még 1932-ben. Az akkori Olasz Légierő (Regia Aeronautica) megbízásából megkezdett fejlesztés eredményeként a CR.32-t sikeresen alkalmazták a spanyol polgárháborúban 1937-től és jelentősnek tekinthető exportsikereket is elértek vele, hiszen kilenc ország légiereje állította hadrendjébe. Ezt a típust, amely akkor a Fiat legfejlettebb vadászrepülőgépe volt, Fiat A.30 típusú tizenkét hengeres soros benzinmotor hajtotta. Egy némileg módosított sárkányszerkezetet soros (CR.33), majd csillagmotorokkal szereltek fel (CR.40 és CR.41). A repülőkísérletek során alakult ki a CR.42 végleges szárnyelrendezése és térrácsos vázszerkezete, melyre egy turbófeltöltővel segített A.74R1C.38 típusú léghűtéses, tizennégy hengeres, kétkoszorús csillagmotort szereltek fel, amely az amerikai Pratt & Whitney R–1830-ason alapult. A motor egy szintén amerikai licenc alapján gyártott háromtollú légcsavart forgatott meg (Fiat–Hamilton Standard 3D.41–1), átmérője 2,9 méter volt. A fémvázas szárnyak könnyű acél és dúralumínium ötvözetű elemekből álltak, a borítás a kor szokásai szerint vászon lett. A repülőgép csúcssebessége már az egyfedelű repülőgépek sebessége alatt maradt, 438 km/h-s sebességet ért el 5300 méteren és 342 km/h-t földközelben. Emelkedőképessége korszerűnek volt mondható (11,9 m/s), 1000 méterre 1 perc 25 másodperc alatt, 6000 méterre 7 perc 20 másodperc alatt kapaszkodott fel. A felszálláshoz 210 méternyi, a leszálláshoz pedig 340 méternyi úthosszt igényelt.
1936-ban az olasz Légügyi Minisztérium (Ministero dell'Aeronautica) vadászrepülőgép-tenderét nem nyerte meg (a Fiat G.50 és a Macchi MC.200 társaságában), mégis a Saettával párhuzamosan rendeltek a típusból, a sikeres CR.32-esek leváltására. A spanyol polgárháborúban bevetett elődtípussal az olasz pilóták igazoltan lelőttek 48 SB–2-t, 242 I–16-ot és 240 I–15-öt, 73 gép elvesztése árán. Ezen felül több mint százra teszik a meg nem erősített, nem igazolható lelövések számát. A légierő vezérkara azonban nem vonta le a megfelelő következtetéseket, ugyanis a jobban és korszerűen képzett olasz pilóták zömében gyengén kiképzett ellenféllel csaptak össze. Alapvetően az első világháborúból örökölt manőverező légiharc elvárásainak felelt meg, ami az új háború küszöbén már nem volt elégséges. Mégis 1938. február 10-én a légügyi miniszter (Ministero dell'Aeronautica) megrendelt két-két prototípust a CR.40, CR.41 és CR.42 változatokból, a teszt lefolytatására a torinói Aeritalia repülőterét jelölték ki, Valentino Cus berepülőpilóta vezetésével. A tesztelési sorozat befejezését követően – mely alatt a soros motorral felszerelt Ca.165 prototípussal is összemérték – végül a CR.42 lett kiválasztva a sorozatgyártásra. Noha sebessége alatta maradt az 1930-as évek második felében elterjedő egyfedelű vadászrepülőgépek sebességénél, fordulékonysága, illetve alacsony sebességnél is stabilan repülhető mivolta miatt kedvelték a pilóták. Erős sárkányszerkezete ellenállónak bizonyult ellenfeleinek a második világháború korai szakaszában alkalmazott gyenge fegyverzetével szemben, azonban a RAF Spitfire-einek sebesség- és tűzerőfölényében rendre alulmaradtak, a típus gyakorlatilag elavulttá vált 1941-től. A háború további szakaszaiban alacsonytámadó és éjszakai vadász feladatköröket kaptak. A gyár az 1940-es évek elején további kísérleteket végzett a sárkány egyéb hasznosításával kapcsolatban (úszótalpas és DB 601-es motorral felszerelt változatok), azonban a biplán–monoplán különbség egyre markánsabban megmutatkozott, a kétfedelű repülőgépek kora lejárt.
Egyértelmű adatok nem ismertek, hány darab épült meg pontosan a hat fő és a kis számú egyéb változatból. A legvalószínűbb adat az 1819 darab, amelyben benne van a Luftwaffének gyártott 63 darab (más források szerint 51 darab) és a 140 darab külföldre gyártott mennyiség is. 1942 végén leállították a gyártását.
A típus szerkezete csővázas, térhálós rácsostartó, a rúdelemek ötvözött acélcsövekből készültek, a keresztbordák acéllemez idomok. Duplaszárnyas, az alsó szárny kisebb fesztávolságú mint a felső (ez az ún. sesquiplane azaz a „másfélfedelű” elrendezés), mindkettő acél vázanyagú, vászon borítású, akár csak a törzs. A csillagmotor a törzsszerkezethez ferde dúcokkal támaszkodik, burkolata NACA-áramvonalazó burkolat, légcsavarja acél. A motor mögé acél tűzfalat építettek be, a kabinbelső a kornak megfelelő elrendezésű, nyitott kabintetővel. Ez utóbbi később korlátozta a csúcsmagasságot és az éghajlati és időjárási viszonyokra is komolyabban kellett figyelni üzemeltetése során (pl. tél, eső és porviharok). Futóműve mereven lett rögzítve a törzsszerkezet rácspontjaihoz, a futókerekeket áramvonalazó burkolattal látták el. Mozgékonyságát a nagyon alacsony szárnyterhelésnek köszönheti, harcászati képességeit pedig erősebb beépített fegyverzettel és rádióberendezésekkel növelték. A támadó változatokat helyenként páncélozták is. A beépített fegyverzet a motor fölött került elhelyezésre, a két géppuska a légcsavarkörön belül tüzelt. A világháború középső szakaszától az alsószárny alá függeszthető géppuskakonténereket is alkalmaztak.

## Típusváltozatok

Fiat C.R.42 Falco

CR.42A sorozatgyártás első változata. Fegyverzete egy 12,7 mm-es és egy 7,7 mm-es géppuskából állt.
CR.42bisnövelt fegyverzetű változat, a 7,7 mm-es géppuskát egy másik 12,7 mm-essel váltották fel. A magyar légierő az olasz fegyvereket igyekezett magyar fejlesztésű GKM-re cserélni. Nem sikerült átszerelni az összes gépet.
CR.42CNÉjszakaivadász-változat, mely motorkipufogóit lángrejtőkkel látták el, illetve reflektorral szerelték fel.
CR.42 EgeoAz Égei-tenger feletti járőrözésre felszerelt változat, mely egy 80 literes külső üzemanyag-tartályt tudott hordozni.
CR.42terNövelt tűzerejű változat, melynél a motor fölötti két géppuskát két szárny alattival is kiegészítették. Az AS-hez hasonló (vagy megegyezik vele).
CR.42NÉjszakai vadász változat
CR.42AS (Africa Settentrionale)Afrikai légkörre, és alacsonytámadó feladatkörre felkészített változat. A két motor fölé beépített géppuskát további kettővel egészítették ki, melyeket az alsó szárny alatt levő 100-100 kilós csomópontokra függesztettek fel. Sivatagi homok-szűrőt szereltek a motorba, mellyel megakadályozták a motor homok okozta teljesítményvesztését. A szűrő nélküli motor néhány órás üzem során tönkrement.
CR.42B (Biposto)Kétüléses kiképző változat. A törzset meghosszabbították hátrafelé a hátsó ülés részére, mely így 68 centiméterrel lett hosszabb (8,94 m) az eredeti változatnál, magassága azonban 23 centiméterrel csökkent, szerkezeti tömege pedig 40 kg-mal nőtt, össztömege 2300 kg lett. Csúcssebessége mindössze 8 km/h-val volt kevesebb 5300 méteren az eredetinél (430 km/h). Körülbelül 40 darab épült belőle az Augusta és Caproni gyárakban Trentóban. A második világháború utolsó évében a megmaradt példányokat két géppuskával is felszerelték.
I.CR.42Úszótalpas, vízirepülőgép-változat, kísérleti jelleggel kezdték meg a fejlesztést 1938-ban, és csak egy példányt építettek át 1940-ben. A munkákat a tirrén-tenger parti CMASA gyár végezte Marina di Pisában (Pisa része). A repülési teszteket 1941-ben kezdték meg a Vigna di Valle bázison a Braccio-tavon, Észak-Rómában. Csúcssebessége 423 km/h lett, hatótávolsága 950 km egy 9000 méteres körben. Üres tömege 1720–1850 kg közötti, teljes tömege 2295–2425 kg (körülbelül 124 kilogrammal nőtt a tömege az eredetihez képest).
CR.42DBSoros motorral felszerelt változat. A német 12 hengeres Daimler–Benz DB 601 típusú motort építették be az MM 469 jelzésű tesztpéldányba, amellyel Valentino Cus repült először 1941 márciusában, a Róma melletti Guidonia repülőteréről. A nagy teljesítményű motor 518 km/h-ra gyorsította a gépet, hatósugara 1250 km-re, csúcsmagassága 10 600 méterre nőtt. A projektet mégis törölték, mert nyilvánvalóvá vált a kétfedelű szárny által keltett nagyobb légellenállás, alacsonyabb sebesség és nagyobb üzemanyag fogyasztás. Sohasem került gyártásba ez a fejlesztett változat, de mégis, ezzel a motorra felszerelve gyakorlatilag a leggyorsabb sorozatban gyártott kétfedelű repülőgép címet is viselhette volna.
CR.42LWA Luftwaffe által üzemeltetett, éjszakai bevetésekre felkészített, a partizánok ellen bevetett repülőgép.
CR.42 „Bombe Alari”Bombavetésre alkalmas változat. Maga a becenév nem volt hivatalos, mégis széleskörűen használták. Az átalakított vadászgépeken megerősítették a törzsközepet a támadó feladatkör ellátására. A két szárny alatti pilonra 50–50 kilós bombákat hordozhatott, de gyakran 100–100 kilósokat is bevetettek, a Fiat G.20 és Macchi C.200-asokhoz hasonlóan.

## Megrendelő és üzemeltető országok
A megrendelő Olaszországon kívül további hat haderő állította szolgálatába a típust. A külföldi légierők közül a Magyar Királyi Honvéd Légierő volt az első megrendelő, majd őt a belga és a svéd királyi légierők követték. Olaszország kiugrása a „tengelyből”, majd a fel nem mentett északi térség visszacsatolásával a Luftwaffe is hadrendjébe szervezte a korábban olasz gépek egy részét (és új gyártásúakat is), melyekkel a háború végéig repültek CR.42LW jelzéssel, illetve a dél-afrikai légierő is üzemeltetett az olasz RA-tól zsákmányolt pár példányt. A háborút követően a megmaradt gépekből az iraki királyi légierő is átvett példányokat. Napjainkra négy példány maradt fenn, közülük csak egy repülőképes (lásd a Megmaradt példányok című fejezetet).

### Belga Légierő
A belga légierő (Aéronautique Militaire) 1939-ben 40 darab CR.42-t rendelt, összesen 40 millió belga frank értékben. Az első gép 1940. március 6-án érkezett meg, a gépállományból egy megsemmisült leszállás közben. A gépeket az Evere Établissements Généraux de l'Aéronautique Militaire intézet vizsgálta át és módosította. Az első hadrendi század a II. vadászosztály (IIème Group de Chasse) állományába tartozott, a Nivelles-i repülőtéren állomásoztak Brüsszeltől délre, 15 repülőgéppel. A későbbi alakulatok a beérkező gépek átvétele után álltak fel.
A német támadás előestéjén, 1940. május 10-én a rendelkezésre álló belga CR.42-k száma máig vitatott, történészek 24 és 27 közzé teszik, az utolsó szállítmány a franciaországi Amiens vasútállomásán vesztegelt, de korabeli fotók alapján azonosítható 30 darab repülőgép. Május 9-én a Falco-kal felszerelt századok közül kettő volt hadra fogható, a 3. "Cocotte rouge" 14 repülőgéppel és a 4. "Cocotte Blanche" század 11 repülőgéppel. A gépek az első világháborús veterán Lamarche őrnagy parancsnoklása alatt álltak. Az R.21 és R.27 jelű gépek a nivelles-i hangárnál álltak javításon kívül, illetve egy másik, 41-es jelű gép állt a reptéren műszaki hibák miatt. Május 10-én kora hajlanban az alakulat utasítást kapott a Brustem-i 22-es számú repülőtérre való áttelepülésre. A CR.42-k első éles bevetéseit a támadás napján hajtották végre, a Luftwaffe Bf 109 vadászaival szemben. Az egész repülőalakulat rövid időn belül elsöprő túlerővel találta magát szembe. Első belga légi győzelmét a típus még ezen a napon aratta, mikor egy Ju 52/3m-ekből álló köteléken (a 17/KG z.b.V. 5-től) ütöttek rajta Tongres térségében. A kötelékből egy gépet lelőttek, amely Maastricht közelében zuhant le. A belga gépre a I./JG 1 kísérővadászai akaszkodtak rá, de hála a CR.42 agilitásának, sikerült épségben visszatérnie. Ezen a napon a belga pilóták még 3 darab Do 17-et és 1 Bf 109-et lőttek le. Május 10-én az I./StG 2 Ju 87-esei legalább 14 Fiatot semmisítettek meg a Brustem-i repülőtéren.
Harmincöt bevetést repültek, melyek alatt legalább 5, de valószínűleg 8 gépet lőttek le (Do 17, Ju 52 és Bf 109) két saját gép elvesztése árán. A kapitulációt követően 5 gép maradt repülőképes, mely a francia légierő Fréjorques-i repülőterére települt át. Itt találtak rájuk az előre törő német csapatok. Sorsuk máig ismeretlen.
Összesített statisztikájuk a belga CR.42-eseknek: 8 darab Do 17, 4 darab Bf 109 és 1 darab Ju 52.

### Luftwaffe (Wehrmacht)
Az olasz 1943. szeptember 8-ai kiugrást, fegyverszünetet követően a Luftwaffe átvette a Regia Aeronautica legtöbb gépét, melyek között jelentős számú CR.42 is akadt. Időközben a német Rüstungs und Kriegsproduktion Stab átvette a vezetést az észak-olasz fegyvergyárak felett, így a repülőgépgyárak felett is, és rendeltek 200 darab CR.42-t CR.42LW (azaz Luftwaffe) típusjellel. Ezeket a gépeket a német légierő az olasz ellenállási mozgalmak ellen, illetve éjszakai zaklató bevetésekre kívánta bevetni. Több gép a kiképzőalakulatok állományába került, illetve többek között az Udine-ben állomásozó Nachtschlachtgruppe 9 (NSGr 9) is hadrendjébe vette. Ezek a gépek rendszerint az Alpokban, Isztriában és Horvátországban működő partizán csoportok ellen kerültek bevetésre. Az 1. század (1. Staffel) Falco-i 1943 novemberében kerültek először bevetésre, majd 1944 januárjában az egységet áttelepítették a Turin melletti Caselle repülőterére, a dél-alpokbeli partizánok elleni hathatósabb támogatások miatt. Január 28-án a 2. század (2. Staffel) is Falco-kal lett felszerelve. A német pilóták kiképzését a Venaria Reale iskolában végezték. 1944 februárjában, a szövetséges anzio-i inváziója után mindkét század bázisa a Centocelle repülőtér lett Rómában. A két század a Dél-Latiumi régióban felvonuló szövetséges csapatokat támadta, legtöbbször tiszta esti időkben. Az NSGr 9 támadta az ellenséges egységeket Monte Cassino térségében is. Noha a típus bevált mint éjszakai könnyű támadógép, mégis a két német századot átfegyverezték Ju 87D-re. A 2. század egészen 1944 közepén a Falco-kal repült. Május 31-én az alakulatnak 18 darab CR.42-je maradt, melyből 15 bevethető volt.
A turini Fiat-gyár szövetséges bevételéig 150 darab CR.42LW készült el, melyből 112 volt hadrendben. Ezt az altípust repülték még a JG 107 alegységei is. Német beceneve a Die Pressluftorgel („sűrített levegős orgona”) lett.

### Magyar Királyi Honvéd Légierő

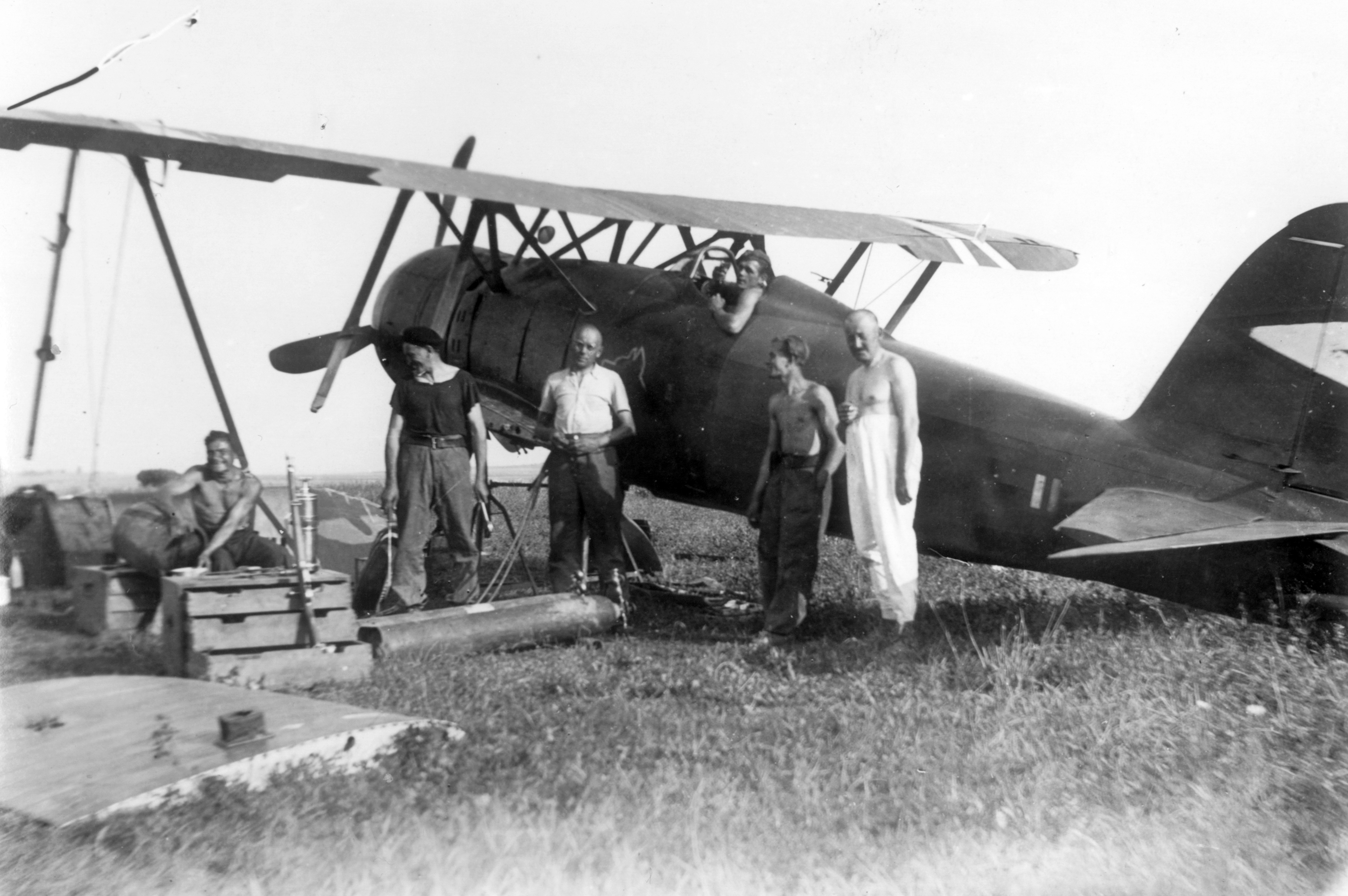
A Magyar Királyi Honvéd Légierő Fiat Cr.42 típusú vadászgépének javítása

A típus első külföldi üzemeltetője a MKHL lett, amely először 18 darabot rendelt 1939. február 16-án, majd ugyanezen év szeptember 20-án újabb 50 darabot, utóbbit a Re.2000-esek rendszeresítéséig kívánták alkalmazni átmeneti megoldásként. Mind a 68 gép megérkezett, majd hadrendből való kivonásuk 1941 októberétől lett folyamatos. Az újdonsült légierő vezérkara felismerve, hogy a vadász fegyvernem milyen fontos, gyors fegyver beszerzésekbe kezdtek az olasz kormány segítségével. 1939 végén 17 darab repülőgép érkezett az 1. Vadász Ezredhez, amely megkezdte kötelékéből kivonni a korábbi CR.32-eseket. Az ezred két osztályának legelső századai kapták meg az új repülőgépeket: a szolnoki 1./I Vadász Osztály és a mátyásföldi 1./II Vadász Osztály, amelyet 1940 közepén be is fejeztek.
Több gép beépített fegyverzetét átépítették magyar eredetű, Gebauer gyártmányú 1940 M. GKM-ra (GKM, Gebauer Kényszermeghajtású Motorgéppuska), oldalanként egy-egy darab beépítésével. Mindkét géppuska a légcsavarkörön belül tüzelt.
Az MKHL összesen 68 darabot rendelt, valamint barterban kapott még egy jugoszláviai zsákmány Savoia-Marchetti SM.79 típusú szállító repülőgépet, illetve 1941-ben két újabb CR.42-t (tehát 70 db) az SM.79-ért cserébe. A Messerschmitt Bf 109F-ek 1942 végi átvételéig első vonalbeli vadászrepülőgépek voltak az Re.2000-ekkel együtt, majd később honi légvédelmi és kiképzési feladatokat láttak el. Az amerikai és brit bombázóerők 1944 márciusától való, majd a szovjet csapatok őszi harctevékenysége idején már nem kerültek alkalmazásra.
Az üzemeltetés során 25 darab megsemmisült, 1 valószínűleg, 1 ténylegesen megsérült és 1 javíthatatlanul összetört a földön. A megmaradt példányok (kb. 44 db) tényleges sorsa egyelőre ismeretlen. Külföldi értékesítésük valószerűtlen, valószínűbb a hazai bezúzás, beolvasztás vagy szovjetunióbeli kiszállításuk. Körülbelül 8-9 légi győzelmet értek el velük a magyar vadászpilóták.

### Olasz repülőcsapatok

#### Regia Aeronautica
A típus megrendelője elsőrendű éjszakaivadász-üzemeltetője a Regia Aeronautica volt, még ha a gép nem is volt rádiólokátorral felszerelve. Az első éjszakai elfogást 1940. augusztus 13-14-re virradóra teljesítette Giorgio Graffer százados, mikor észlelt és lelőtt egy brit Armstrong Whitworth Whitley bombázót, ami Turin felé haladt éjszakai bombázás céljából. Miután géppuskái elakadtak, nekirepült a bombázónak, majd az összeütközést követően kiugrott repülőgépéből. A brit bombázó súlyosan megrongálódott és valószínűleg a Csatornába zuhant a hazafelé tartó úton. Az egyik legsikeresebb éjszakai bevetést 1942. augusztus 25-én hajtották végre Egyiptomban. Ezen a napon a RAF éjszakai támadásai az olasz repülőterek ellen irányultak, így a 4. század (4° Stormo) felemelt négy rádióval felszerelt CR.42-t, amelyek a 101° Gruppo Bombardamento a Tuffo osztály 208a és 238a Squadriglie századaiból szálltak fel az egyiptomi Abar Nimeir melletti repülőtérről. Az ezredparancsnok Armando François alezredes (Tenente Colonnello) gépével Fuka felett 500 méter magasságban tüzet nyitott egy azonosítatlan ellenséges kétmotoros bombázógépre, amely négy kilométerre a parttól a földbe csapódott. Leszállás és újrafegyverzést követően az ugyanazzal a géppel felszálló Giulio Reiner hadnagy (Tenente) radarrávezetéssel szintén támadott egy 2500 méteren repülő bombázót. Leszállása előtt látott egy nagy robbanást Fuka térségében. Reggel egy égő Wellington roncsait jelentették a szárazföldi csapatok Fuka-tól 10 km-re délkeletre. Ez a gép a RAF 70. századába tartozott (lajstromjele DV514/U).

##### Corpo Aereo Italiano
A Nagy-Britannia elleni expedíciós repülőhadtest alakulatai.

#### Aeronautica Nazionale Repubblicana
Az Olasz Szociális Köztársaság légiereje, amely a menesztett Mussolini Észak-Olaszországba való szöktetése után alakult meg, német felügyelet alatt.

#### Aviazione Cobelligerante Italiana
Az angolszász szövetségesek mellé csatlakozó olasz légierő (másik nevén Aeronautica del Sud), amely 1943 októberében alakult meg. 1943 és 1945 között összesen 281 olasz gép dezertált a szövetségesekhez, melyek 11 000 bevetést teljesítettek. Lecce és Galatina térségében és Leveranóban települtek. Műveleti területük Közép-Olaszország és a Nyugat-Balkán–albán térség volt. Repülték a Falco-kat is, de az átvett és üzemeltetett példányok darabszáma egyelőre nem ismert.

#### Olasz Légierő
A német kapitulációt követően az ANR megszűnt. Egy évvel később, 1946. június 18-án szándéknyilatkozatban nyilvánították ki Olaszország államformáját és védelmi erejét. Az új légierő neve Aeronautica Militare Italiana lett. Az 1947-es párizsi békeszerződés több megkötést tartalmazott az országra nézve, melyet végül a két év múlva megalakuló NATO oszlatott fel. Ez idő alatt rendre amerikai típusokat üzemeltettek (P–47 és P–51), hogy hadrendben álltak-e még CR.42-esek az olasz légierőben, arról egyelőre nincs információ.

### Svéd Királyi Légierő

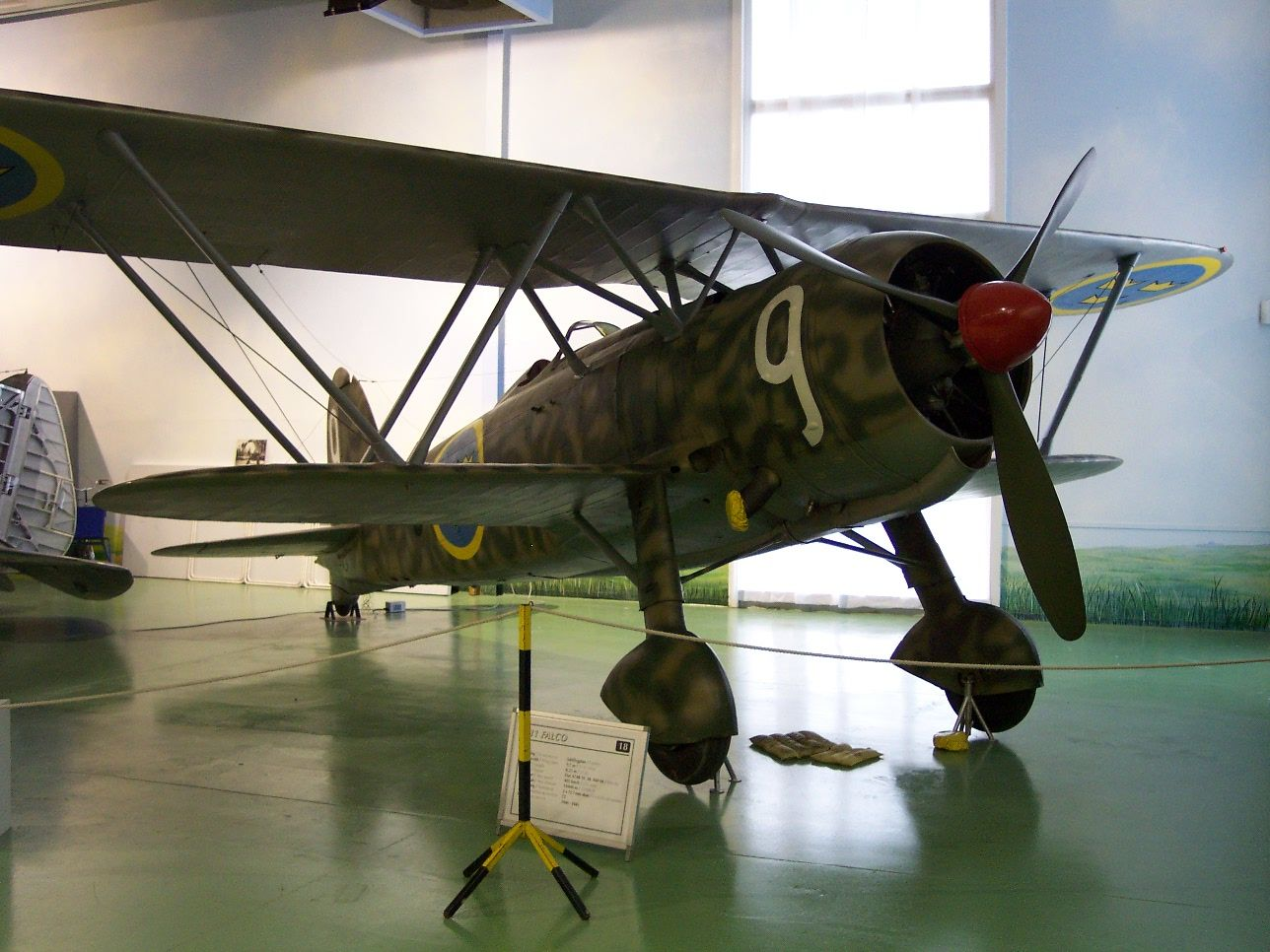
A svéd múzeumi CR.42 egyike a négy megmaradt példánynak

A Svéd Király Légierő (Flygvapnet) 1939 és 1941 között több változatát rendszeresítette a típusnak. Mivel egyik repülőgépgyártó ország sem volt hajlandó a semleges országnak kis példányszámban repülőgépeket szállítani, így esett a választás az olasz kétfedelűre. 1940 és 1941 között a svéd kormány 72 darab repülőgépet vásárolt, amelyek rádióval lettek felszerelve és 20 mm-es acélpáncélt szereltek a pilóta mögé, valamint sítalpakkal szerelték fel a futóművet. Az így átalakított gépeket a svédek egyéni jelzéssel, J 11 típusjellel állították hadrendbe.
Az összes gép az F 9 repülőezredbe vonták, amely Göteborg légtérvédelmét látta el. Miután az F 9-et 1943-ban átfegyverezték a fejlettebb, svéd gyártású FFVS 22-re, a gépeket az újonnan felállított norrköpingi F 13 ezredbe telepítették át.
A J 11-esek az észak-svéd Kirunában is állomásoztak, ahol sítalpakkal szerelték fel őket a lappföldi időjárás miatt. 1942 tavaszán az 1. hadosztály J 11-eseit a Luleå-i repülőtérre telepítették át. A pilóták többször fogtak el német vadászrepülőgépeket, amelyek megsértették a svéd légteret, de alapvető összetűzésekre nem került sor. A 2. és 3. hadosztály gépei továbbra is a göteborgi bázisról fogták el a betolakodókat, de összetűzésekre itt sem került sor, kikísérték őket a svéd légtérből.
A svéd szolgálat alatt a típussal több baleset is bekövetkezett, gyakran az olasz Fiat gyár hanyag anyagminőség-felhasználásának köszönhetően. 1942 végére 8 gépet vesztettek, majd újabb 17-et 1943 év végéig. Összességében több mint 30 gép semmisült meg, vagy esett ki a szolgálatból műszaki meghibásodások miatt. A svéd pilóták azonban megbecsülték a típus manőverező képességét, bár panaszkodtak az alacsony sebességre, az elégtelen fegyverzetre, illetve a nyitott pilótafülkére, amely nem felelt meg a skandináv klimatikus viszonyoknak. A megmaradt J 11-eseket 1945. március 14-én vonták ki az F 13 ezred és a légierő állományából. Összesen 19 gépet adtak át egy polgári repülőtársaságnak, a Svensk Flygtjänst AB-nek, amely 13-at célvontatásra használt mindössze egy szezon alatt, mikor is a gépek már alkalmatlanokká váltak a repülésre. Hat J 11 érkezett más források szerint a Svensk Flygtjänst AB-hoz. Minden esetben polgári regisztrációt kaptak, 1949-ben vonták ki őket a polgári szolgálat alól is.
Egy svéd Falco maradt fenn csupán. Ez a gép az F 3 ezred állományában volt, melyet „elrejtettek” egy későbbi múzeum részére. Sorozatszáma NC.2453, jelzése 9 9, napjainkban a későbbi múzeum prominens darabja, a linköpingi Flygvapenmuseum statikus során látható.

### Dél-afrikai Légierő
Az 1941 tavaszi–nyári észak-afrikai hadjáratokban legalább tíz példányt zsákmányolt a Dél-afrikai Légierő az olasz Regia Aeronautica-tól.

### A Független Horvát Állam légiereje
Az 1941 áprilisában megalakult Független horvát állam légiereje 1943 szeptember eleje és 1945. május 8. között legalább 10 darabot üzemeltetett a típusból. Az 1943 őszi olasz kapituláció idején az Olasz Királyi Légierő 60 repülőgépe Horvátországban állomásozott. Ezek közül 33 darabot átvehetett a horvát légierő, melyek közül 6 darab volt CR.42. Az 1944-ben a keleti frontról hazatért Horvát Légierő Légió (Hrvatska Zrakoplovna Legija) gépállománya, a harctéri tapasztalatok és a növekvő angolszász jelenlét miatt átszervezték a légierőt, német mintára. Az új rendszerben a Falco-k a horvát vadászezred 3. századába (3./(Kroat.)JGr) kerültek. Az év végét már csak két példány élte túl. A német kapitulációt követően a zágrábi központi repülőtérről a légierő megmaradt állománya olaszországi, klagenfurti és szovjet megszállás alatti területekre repült. A CR.42-k sorsa egyelőre ismeretlen.

## Harci alkalmazása
A típus 1939 májusában állt szolgálatba az Olasz Királyi Légierőnél, az 53. ezrednél (53° Stormo), Torino Caselle repülőterén. Ebben az időben lépett be Olaszország a második világháborúba, 1940. június 10-én körülbelül 300 gépet vettek át. A Falco-k főként repülőtér-, város és kikötővédelmi feladatokat kaptak, egészen az 1943. szeptember 8-ai kiugrásig. A típust bevetették a Málta feletti légifölény kivívásában is, ahol a brit Gloster Gladiator típussal, majd később a gyorsabb, egyfedelű Hawker Hurricane-nel került szembe. Gyakran erős szerkezetének és manőverező képességének – nagy állásszögű sarkonfordulások – köszönhette egy-egy megtámadott gép az épségét, melyet a RAF később többször méltatott.

### Málta
A Málta feletti első Hurricane-összecsapás 1940. július 3-án történt. Azon a napon Waters Flg Off P2614 jelű gépével lelőtt egy S.79-et, 5 mérföldre Kalafrana-tól, azonban nem sokkal később a kísérő CR.42-k lelőtték gépét. A géppel kényszerleszállt ugyan, de azt selejtezni kellett. A Hurricane-pilóták hamarosan rájöttek, hogy gépeiket rendre kimanőverezik az olasz kétfedelűek, kilövik teljes lőszerjavadalmazásaikat bármi eredmény nélkül. Ilyenkor a földközelig való zuhanásos kiválást voltak kénytelenek választani, hogy megmentsék gépeiket a lelövéstől.
Egy héttel később a 23. osztály (23° Gruppo) 12 gépe felderítő bevetést hajtott végre, mely során elszenvedték első lelövésüket Peter Keeble hadnagy (Flt Lt) Hurricane-je által (valószínűleg az MM4368 jelű gépet, melyet Mario Benedetti (Sottotenente) repült a 74. századból (74a Squadriglia), a Hurricane a P2623 elű volt, a kísérő Burges hadnagy (Flt Lt)). Keeble gépét nem sokkal ezután lelőtte a Mario Pinna és Oscar Abello hadnagyok (Tenente) alkotta géppár. A Hurricane Marsaskalánál zuhant le. Ő volt az első brit pilóta, aki meghalt a Málta felett vívott légi harcokban. Nem sokkal ezután a Hurricane-századok állományai kialakították a legmegfelelőbb harceljárásokat a CR.42-esek ellen.

### Az „angliai csata”
Az angliai csata idején német kérésre az olasz kormány egy repülőkülönítményt küldött a térségbe, amely a Corpo Aero Italiano, azaz az „Olasz légihadtest” nevet kapta. Az alakulatban az 56. ezred 18. osztályának (18° Gruppo, 56° Stormo) CR.42-esei és 20. osztályának (20° Gruppo, 56° Stormo) G.50-esei települtek ki Belgiumba (Melsbroekba, majd Urselbe) és adták az alakulat vadászvédelmét. 1940. november 11–23. között két alkalommal vetették be a hadtestet. A német csapásmérő és vadászrepülő kötelékekhez képest kisebb sebességük és a nyitott pilótafülke, illetve a rádió hiánya komoly akadályokat gördített a két szövetséges elé. A CR.42-esek előnye azonban erős szerkezetükben és fordulékonyságukban mutatkozott meg, illetve egy 12,7 mm-es és egy 7,7 mm-es Breda–SAFAT géppuskájuk elégséges tűzerőnek bizonyult a brit vadászrepülőgépek ellen. Az olasz vadászgépek szerencséjének tudható be a brit .303-as lövedékek csekély teljesítménye is (egy olasz pilótát ejtőernyője mentett meg, ugyanis az ellenfél lövedékei elakadtak benne). Mégis, a mostohább késő őszi idő miatt több gép leszállás során összetört, az alakulat hadrafoghatósága folyamatosan csökkent. A téli idő beköszöntével, illetve a Seelöwe hadművelet felfüggesztésével a hadtestet kivonták a térségből, a CR.42-eseket a földközi tengeri hadszíntérre vezényelték át az olasz szárazföldi csapatok segítésére. Winston Churchill miniszterelnök későbbi írása szerint „Jobb alkalmazási módot is találhattak volna a Taranto-i flotta védésével.”, jelezve a hadtest hiábavaló belgiumi jelenlétét.

### A Balkán és az Égei-tenger
Az 1940-es év utolsó hónapjaitól 41-en át kísérő feladatokat láttak el a balkáni terület megszállása idején, illetve az Égei- és a Földközi-tenger ellenőrzése során. Rendszerint Gladiatorokkal kellett felvenniük a harcot, melyekkel szemben nagyobb sebességük és erősebb fegyverzetük révén dominánsabb típus lettek. Az invázió korai szakaszában Giorgio Graffer százados (Capitano) – az első olasz pilóta, aki megszerezte az éjszakai repülési engedélyét – négy repülőgépet lőtt le, mégis 1940. november 28-án a 80. Század Gladiatoraival vívott légiharcban életét vesztette. Posztumusz megkapta az Aranymedált. 1941 elején, az Angliából kivont Hurricane-ek érkezése nagy Fiat-veszteségeket eredményezett, de ennek mértékét és jelentőségét gyakran eltúlozták és túlértékelték a britek. Nem sokkal később az olaszok felváltották a típust a fejlettebb Macchi C.200, illetve 1941 áprilisában megérkezett a német 4. légiflotta (Luftflotte 4) Bf109 és Bf 110 vadászgépeivel, így a légifölényt a tengelyhatalmak hamar átbillentették saját javukra.

### Észak-Afrika
A típust széles körben alkalmazták Észak-Afrikában az olasz észak-afrikai térségben (Eritrea–Etiópia–Olasz-Szomália). 127 gép állomásozott a térségben, beleértve a tartalékokat is. A 2. ezred 13. osztálya Castel Benito-ban, a 4. ezred 10. és 9. osztálya pedig Beninában. Ekkoriban, az angliai csata idején a térségben főleg a Dél-Afrikai Légierő Gloster Gladiatorai és Hawker Hartjai állomásoztak. A jól kiképzett és tapasztalt (főként a spanyol polgárháborúban is bevetett) olasz pilóták a fordulékony CR.42-vel komoly ellenféllé váltak. A típus itt érte el a legtöbb sikert, lelőve több nemcsak kétfedelűt, de Hurricane-eket és Spitfire-öket is.
A legelső légi győzelmet 1941. október 31-én érték el két brit Hurricane-nel szemben. A Mersa Matruh felett vívott légi csatában Davide Colauzzi főtörzsőrmester (Sergente Maggiore) és Mario Turchi őrmester (Sergente) a 368. századból (368a Squadriglia) SM.79-est kísérése közben lelőtte a RAF 33. századának (No. 33 Squadron) két gépét. Az egyikben a 26 éves kanadai Edmind Kidder Leville (Flying Officer) vezette, mely kiugrott ugyan, de ejtőernyője nem nyílt ki, így meghalt, valamint Perry St Quintin (Flying Officer), aki kényszerleszállást hajtott végre Qasaba mellett, lyukasra lőtt üzemanyagtartállyal.
1941 áprilisától, mikor megérkezett az első 14 darab szárnyfelfüggesztésű CR.42 Bombe Alari, a típust főként támogató szerepkörben alkalmazták. Erős szerkezete és csillagmotorja kiválóan megfelelt erre a feladatra. 1942. június 19-én a megmaradt 82 darab gép utolsói is elhagyták Afrikát, visszatelepültek Olaszországba. Az 1942-es gyártásleállítás szerint 1784 darab készült el. 1943-ban Olaszország kapitulációjakor körülbelül 60 darab volt repülőképes állapotban, amelyeket valószínűleg átvett az új, fasisztaellenes olasz légierő.

### Kelet-európai hadszíntér – magyar repülőcsapatok
A magyarországi repülőgépek alapvetően légvédelmi feladatokat láttak el, de kaptak alacsonytámadó feladatokat is. Első szolgálati alkalmazásukra az 1941. június végén összevont ún. Kárpát-csoport légi támogatására alakított repülőcsoport kereteiben került sor. Július 8. körül települt át a 2/3. vadászrepülő-század (9 darab CR.42) az ukrán Kolomija repülőterére, majd 10-én az ozerjani repülőterére, mely ekkor a VII. közelfelderítő századot (9 darab He 46) oltalmazta. Július 12-én érkezett meg Kolomija repterére az 1/3. vadászszázad is, melyet egyből be is vetettek. A 2/3. ekkor már 5 légigyőzelmet aratott. Július 20-án az 1/3. 12 harci- és egy Ar-96-os futárgéppel Bar repterére települt, 23-án Szutyiszkiba, majd 28-án az I. közelfelderítő századdal együtt elfoglalták annopoli repterüket. Augusztus 1-jén elvesztették első repülőgépüket, Pettendy János repülő főhadnagy nem tért vissza a bevetésről. Augusztus 11-én 5 darab Ca.135bis támadta a mikolajivi Bug-hidat és vasútállomást. A köteléket 6 CR.42 oltalmazta, melyek első alkalommal bocsátkoztak légi harcba szovjet I–16 Ratákkal. A Capronik és a CR.42-esek nyolc igazolt légi győzelmet arattak. A folytatódó bevetések az esős ősz során csökkentek, majd december közepére megszűntek és az összes kivezényelt repülőgép visszatért Magyarországra. A repülőcsoport 14 vadászrepülőgépet (CR.32, CR.42 és Re.2000 típusok) vesztett el a féléves harcok során. A következő évi nyári kivonulásban (1. repülőcsoport) a típus már nem vett részt, csak a módosított Re.2000-esek védték a magyar repülőkötelékeket.

## Megmaradt példányok
Négy CR.42 maradt fenn múzeumokban:
- A hendoni Royal Air Force Museum őrzi a Regia Aeronautica MM5701 jelű gépét, kiállított, látogatható. Ez a gép 1940. november 11-én végzett kényszerleszállást motortúlmelegedés miatt az Orfordness-i parton, Suffolk megyében.
- A Linköping melletti Swedish Air Force Museumban van kiállítva az Fv2543 jelzésű J 11.
- A duxfordi Imperial War Museum „Vadászgyűjteményében” (Fighter Collection) látható a restaurált svéd Fv2542 jelzésű J 11. Repülőképes állapotba hozták, ma polgári lajstromjele a G-CBLS.[28]
- A Vigna di Valle-ben található Olasz Légierő Múzeum őrzi az olasz MM4653 jelzésűt, amelyet svéd, olasz és francia segítséggel restauráltak.

### Ajánlott irodalom
- Apostolo, Giorgio. Fiat CR 42, Ali e Colori 1 (in Italian/English). Torino, Italy: La Bancarella Aeronautica, 1999. No ISBN.
- Apostolo, Giorgio. Fiat CR 42, Ali d'Italia 1 (in Italian/English). Torino, Italy: La Bancarella Aeronautica, 1998. No ISBN.
- Avions militaires 1919-1939 - Profils et Histoire (in French). Paris: Hachette, Connaissance de l'histoire, 1979.
- Beale, Nick, Ferdinando D'Amico and Gabriele Valentini. War Italy: 1944-45. Shrewbury, UK: Airlife Publishing, 1996. ISBN 1-85310-252-0.
- Boyne, Walter J. Scontro di Ali (in Italian). Milano: Mursia, 1997. ISBN 88-425-2256-2.
- Cull, Brian and Frederick Galea. Gladiators over Malta: The Story of Faith, Hope and Charity. Malta: Wise Owl Publication, 2008. ISBN 978-99932-92-78-4.
- De Marchi, Italo. Fiat CR.42 Falco (in Italian). Modena, Italy: Stem Mucchi. No ISBN.
- Forslund, Mikael. J 11, Fiat CR 42 (in Swedish with English summary). Falun, Sweden: Mikael Forslund Production, 2001. ISBN 91-631-1669-3.
- Gustavsson, Håkan. "South African Air Force use of the Fiat CR.32 and CR.42 during the Second World War." Håkans aviation page, 9 April 2009. Hozzáférés ideje:: 13 April 2009.
- Haining, Peter. The Chianti Raiders: The Extraordinary Story Of The Italian Air Force in The Battle Of Britain. London: Robson Books, 2005. ISBN 1-86105-829-2.
- Kopenhagen, W. Das große Flugzeug-Typenbuch (in German). Stuttgart, Germany: Transpress, 1987. ISBN 3-344-00162-0.
- Lucas, Laddie (ed.). Wings of War: Airmen of All Nations Tell their Stories 1939-1945. London: Hutchinson, 1983. ISBN 0-09-154280-4.
- Massimello, Giovanni and Giorgio Apostolo. Italian Aces of World War 2. Oxford / New York: Osprey Publishing, 2000. ISBN 978-1-84176-078-0.
- Pacco, John. "Fiat CR.42" Belgisch Leger/Armee Belge: Het militair Vliegwezen/l'Aeronautique militaire 1930-1940 (in French). Artselaar, Belgium, 2003, pp. 66–69. ISBN 90-801136-6-2.
- Pagani, Flaminio. Ali d'aquila Duelli Aerei nei Cieli d'Europa 1936-1943 (in Italian). Milano: Mursia, 2007.
- Punka, George. Fiat CR 32/CR 42 in Action (Aircraft Number 172). Carrollton, TX: Squadron/Signal, 2000. ISBN 0-89747-411-2.
- "S.C." (in Italian). Il Messaggero Roma, Thursday, 12 July 1984.
- Sgarlato, Nico. Fiat CR.42 (in Italian). Parma, Italy: Delta Editrice, 2005.
- Skulski, Przemysław. Fiat CR.42 Falco. Redbourn, UK: Mushroom Model Publications, 2007. ISBN 83-89450-34-8.
- Taylor, John W.R. "Fiat CR.42." Combat Aircraft of the World from 1909 to the present. New York: G.P. Putnam's Sons, 1969. ISBN 0-425-03633-2.
- Vossilla, Maggiore. "Pilota Ferruccio, comandante 18° Gruppo C.A.I (in Italian)." Prima Battaglia Aerea Relazione giornaliera Ministero dell'Aeronautica, 11 Novembre 1940.
- Winchester, Jim. "Fiat CR.42." Aircraft of World War II (The Aviation Factfile). Kent, UK: Grange Books plc, 2004. ISBN 1-84013-639-1.